# سيبر كونيكت 2
سيبر كونيكت 2  (サイバーコネクトツー سايبا كونيكوتو تسو) هي شركة تطوير ألعاب فيديو معروفة لإصداراها لسلسلة دوت هاك وألعاب قتال للأنمي ناروتو.

## الألعاب المطورة

### سلسلةدوت هاك
- دوت هاك إنفكشن
- دوت هاك ميوتيشن
- دوت هاك أوتبريك
- دوت هاك كوارانتين
- دوت هاك فراغمنت
- دوت هاك جي يو فوليوم 1 ريبرث
- دوت هاك جي يو فوليوم 2 ريمينيس
- دوت هاك جي يو فوليوم 3 ريديمبشن
- دوت هاك جي يو لاست ريكود
- دوت هاك لينك
- دوت هاك فرسس

### سلسلةناروتو: ألتيميت نينجا
- ناروتو: ألتيميت نينجا
- ناروتو: ألتيميت نينجا 2
- ناروتو: ألتيميت نينجا 3
- ناروتو: ألتيميت نينجا هيروز 2: ذا فانتوم فورترس
- ناروتو شيبودن: ألتيميت نينجا 4
- ناروتو: ألتيميت نينجا هيروز
- ناروتو شيبودن: ألتيميت نينجا 5
- ناروتو: ألتيميت نينجا ستورم
- ناروتو شيبودن: ألتيميت نينجا هيروز 3
- ناروتو شيبودن: ألتيميت نينجا ستورم 2
- ناروتو شيبودن: ألتيميت نينجا إمباكت
- ناروتو شيبودن: ألتيميت نينجا ستورم جينيريشنز
- ناروتو شيبودن: ألتيميت نينجا ستورم 3
- ناروتو شيبودن: ألتيميت نينجا ستورم ريفولوشن
- ناروتو شيبودن: ألتيميت نينجا ستورم 4

### ألعاب أخرى
- تيل كونشرتو
- سايلنت بومبر
- سولاتوروبو: ريد ذا هنتر
- أسوراز راث
- جوجوز بيزار أدفنتشر: أول ستار باتل
- شادو إسكيبر
- شينيغامي ميسايا
- ليتل تيل ستوري
- فاينل فانتسي VII جي-بايك
- جوجوز بيزار أدفنتشر: آيز أوف هيفن
- نيو وورلد فوليوم 1: ميدن أوف سيلفر تيرز
- غيلتي دراغون
- دراغون بول Z: كاكاروت

## وصلات خارجية
الموقع الرسمي (ياباني)